# Nicole Malinconi
Nicole Malinconi, née le 20 mars 1946, est une écrivaine belge d'expression française.

## Biographie
D'une mère belge et d'un père italien qui a quitté la Toscane en 1927, Nicole Malinconi est née à Neffe, près de Dinant, en Belgique. En 1952, alors qu'elle a 5 ans, son père retourne en Italie avec sa famille et y crée une petite fabrique de chaussures ; l'entreprise échoue et en 1958, la famille revient en Belgique.
Nicole Malinconi suit une formation d'assistante sociale à Namur et commence à exercer dans cette ville ; après avoir eu un emploi à la Maison de la Culture de Namur, elle reprend en 1979 son premier métier dans une institution hospitalière de Namur, la Maternité provinciale, où elle rencontre le docteur Willy Peers, médecin communiste et grand avocat de la dépénalisation de l'avortement.
C'est à partir de cette expérience qu'elle écrit Hôpital silence, publié en 1985, où l'influence de Marguerite Duras se fait particulièrement sentir : du propre aveu de Nicole Malinconi, Marguerite Duras est l'auteur qui lui a donné le goût de l'écriture et l'a le plus fortement influencée. Duras consacre un article au livre. Elle publie ensuite le récit L’attente (1989), puis Nous deux, récit sur la relation mère-fille, qui remporte le prix Victor Rossel en 1993 (Jean-Pol Hiernaux y voit l'une des œuvres les plus féminines de la littérature), Da solo (un récit abordant le point de vue du père, formant un diptyque avec Nous deux), Rien ou presque (très courts textes génériquement assumés sous le nom de « brèves »), À l'étranger (sur son enfance italienne).
Nicole Malinconi a également travaillé à la maison de la Poésie et au Musée Félicien Rops à Namur.
Elle publie régulièrement des textes brefs, souvent accompagnés de dessins ou de lithographies.

## Œuvres
- Hôpital silence, Paris, Les Éditions de minuit, 1985 ; réédition : Bruxelles, Éditions Labor, 1996, collection Espace Nord, avec une analyse de Jean-Marie Klinkenberg.
- L'attente, Bruxelles, Jacques Antoine, 1989 ; réédition : Bruxelles, Éditions Labor, 1996, collection Espace Nord, avec une analyse de Jean-Marie Klinkenberg.
- Nous deux, Bruxelles, Eperonniers, 1993
- Da solo, Bruxelles, Eperonniers, 1997[7] ; réédition : Bruxelles, Éditions Labor, 2002, collection Espace Nord.
- Rien ou presque, Bruxelles, Eperonniers, 1997 ; réédition : Charleroi, Éditions Labor, 2002, collection Espace Nord.
- Jardin public, Bruxelles, Grand Miroir, 2001[8].
- Portraits, Bruxelles, Grand Miroir, 2002.
- Détours à Grignan, Colophon, 2002.
- À l'étranger, Bruxelles, Grand Miroir, 2003[9].
- Les oiseaux de Messiaen, Noville-sur-Mehaigne, Esperluète, 2005.
- Petit abécédaire de mots détournés, Bruxelles, Éditions Labor, 2006[10],[11].
- Une voix. Une voie, article dans Bulletin de la Société Marguerite Duras, numéro spécial Hommage à Marguerite Duras, mars 2006, p. 54-57.
- Écriture du réel, conférence de la Chaire de poétique de l'université catholique de Louvain dans Roman / Récit, Carnières, Lasman, 2006.
- Au bureau, La Tour d'Aigues, Éditions de l'Aube, 2007.
- Vous vous appelez Michelle Martin, Paris, Éditions Denoël, 2008 (sur Michelle Martin, ex-épouse de Marc Dutroux)[12],[13].
- Sous le piano, Noville-sur-Mehaigne, Esperluète Éditions, illustrations de Patrick Devreux, 2009.
- Si ce n'est plus un homme, La Tour d'Aigues, Éditions de l'Aube, 2010.
- Séparation, Paris, Les Liens qui libèrent, 2012,  (ISBN 978-2-918597-86-5)
- Elles quatre. Une adoption, dessins d'Evelyn Gerbaud, Noville-sur-Mehaigne, Esperluète Éditions, 2012, 40 p.  (ISBN 978-2-35984-030-8)
- Que dire de l'écriture ?, présentation de Pierre Piret, collection Chaire de Poétique de la Faculté de philosophie, arts et lettres de l'université catholique de Louvain, n° 10 de la deuxième série, 2014.
- Un grand amour, Éditions Esperluète, 2015,  (ISBN 2359840568).
- avec Jean-Pierre Lebrun, L'altérité est dans la langue : psychanalyse et écriture, Toulouse, Éditions Érès (collection : Humus entretiens), 2015, 260 p.  (ISBN 978-2-7492-4705-2)[14]
- De fer et de verre. La Maison du peuple de Victor Horta, Bruxelles, Les Impressions Nouvelles, 2017,  (ISBN 978-2-87449-543-4)[15],[16].
- Poids plumes, illustrations de Kikie Crêvecœur, Noville-sur-Mehaigne, Esperluète, 2019.
- Ce qui reste, Bruxelles, Les Impressions Nouvelles, 2021,  (ISBN 2874498335)[17].

## Livres d'artiste et textes sur des artistes
- Traces, 25 exemplaires illustrés d'une peinture originale de Christine Nicaise, Bruxelles, Éditions de l'Ambedui, 1990.
- Sottovoce, 8 eaux-fortes de Gabriel Belgeonne, typographie de Véronique Van Mol, Gerpinnes, Tandem, 2000.
- La porte de Cézanne, illustrations de Jean-Gilles Baldaire, Noville-sur-Mehaigne, Esperluète, 2006
- Les intérieurs, lithographies de Patrick Devreux, typographie de Véronique Van Mol, Gerpinnes, Tandem, 2006.
- Ce que l’œil ne voit pas : Christine Bouvier, dessins, gravures, catalogue d'exposition, L'Isle-Adam, Musée d'art et d'histoire Louis Senlecq, 2011.

## Adaptations théâtrales
Plusieurs textes de Nicole Malinconi ont été adaptés pour le théâtre : 
- des extraits  de Nous deux par la comédienne Nicole Colchat, sous le titre Elles, spectacle créé à Namur en mai 1996[18] ;
- Si ce n'est plus un homme a été adapté sous le titre Protocole de relance par Myriam Saduis en 2013 et joué par Nicole Colchat au Théâtre Poème 2 à Bruxelles[19] ;
- Un grand amour mis en scène par Jean-Claude Berutti en 2017[20] ;
- Da Solo adapté et joué par Angelo Bison dans une mise en scène de Lorent Wanson en 2020[21].